# Ікун-Шамаган

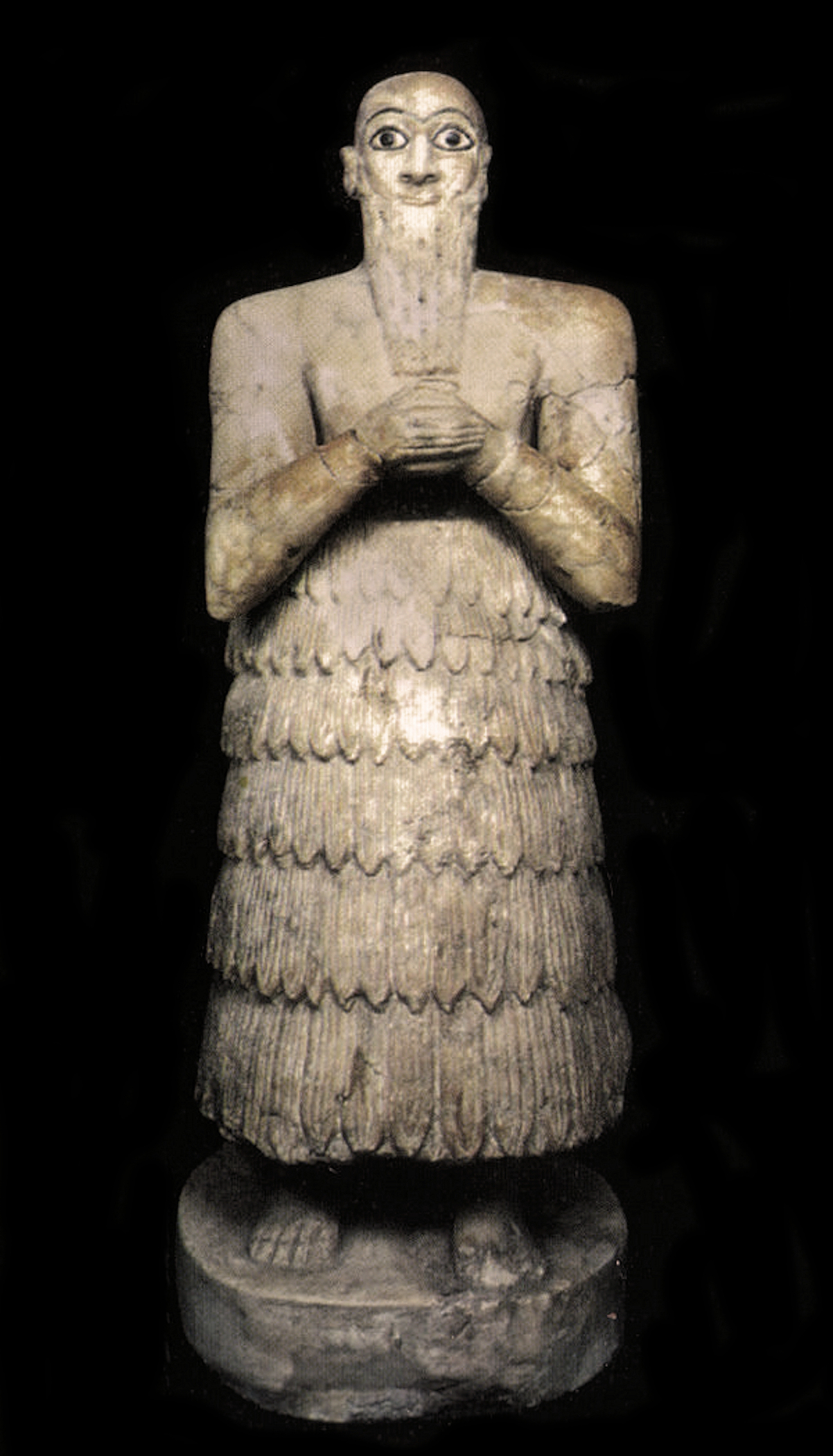
Статуя Ікун-Шамагана

Ікун-Шамаган (аккад. 𒄿𒆪𒀭𒊭𒈠𒃶; д/н — 2423 до н. е.) — 2-й енісі-гал (верховний володар) Другого царства Марі близько 2453—2423 роках до н. е.

## Життєпис
Син або небіж володаря Ікун-Шамаша. Відомий насамперед завдяки своїй статуї (тепер зберігається в Національному музеї Дамаска). що знаходилася в храмі Нінізаза (Марі). Її було виявлено у 1952 році. Знайдено також вазу, де згадується Іку-Шамаган. Напис зроблено ранньосемітським діалектом аккадської мови.
Панував близько 30 років. Втім стосовно подій за його час відомості обмежені. Згідно археологічних відомостей приділяв значну увагу розбудові столиці, зведенню храмів. Йому спадкував Ансуд.